# هنري فورنير
هنري فورنير (بالإنجليزية: Henry Fournier)‏ هو لاعب كرة قاعدة أمريكي، ولد في 8 أغسطس 1865 في سيراكيوز في الولايات المتحدة، وتوفي في 8 ديسمبر 1945.

## وصلات خارجية
- هنري فورنير على موقعبيزبول رفرنس.كوم (الدوري الرئيسي) (الإنجليزية)
- هنري فورنير على موقعبيزبول رفرنس.كوم (الدوري الثانوي) (الإنجليزية)